# Бёттлер, Майк
Майкл «Майк» Бёттлер (англ. Michael Beuttler, 13 апреля 1940 года, Каир, Египет — 29 декабря 1988 года, Сан-Франциско, США) — британский автогонщик, пилот Формулы-1 в сезонах 1971—1973 годов.

## Биография
Родился в семье британского военнослужащего, проходившего службу в Египте. В молодости стартовал в любительских гонках, в 1969 году при поддержке биржевых маклеров Ральфа Кларка и Дэвида Мордона дебютировал в чемпионате Формулы-3 «Шеллспорт», в котором годом позже завоевал третье место. В 1971 году выступал параллельно в чемпионатах Формулы-1 и Формулы-2: в первой в четырёх гонках два раза сошёл, один раз финишировал в семи кругах от победителя и один раз был дисквалифицирован, а во второй выиграл гонку в Валлелунге в конце сезона. Стартовал в обоих чемпионатах до 1973 года, за это время ещё дважды поднимался на подиум в Формуле-2 и безуспешно пытался пробиться в зачётную зону в Формуле-1. После сезона 1973 года завершил гоночную карьеру и занялся бизнесом.
Известен, как единственный гонщик Формулы-1 нетрадиционной сексуальной ориентации.

## Результаты гонок в Формуле-1
| Легенда к таблице |                                                                    |
| --- | ------------------------------------------------------------------ |
| В таблице перечислены результаты всех Гран-при Формулы-1, в которых принимал участие гонщик. Строками таблицы являются сезоны, столбцами — этапы чемпионата мира. В каждой клетке указаны сокращённое название этапа и результат, дополнительно обозначенный цветом. Расшифровка обозначений и цветов представлена в нижеследующей таблице. |                                                                    |
| \| Пример \| Описание \| \| ------------ \| ------------------------------------------------------------------ \| \| 1 \| Победитель \| \| 2 \| Второе место \| \| 3 \| Третье место \| \| 5 \| Финишировал, заработав очки \| \| Сход \| Не финишировал, но при этом заработал очки \| \| 12 \| Финишировал, не получив очков \| \| НКЛ \| Финишировал, но не попал в финальную классификацию \| \| 15 \| Участвовал вне зачёта, либо по отдельной классификации \| \| 18 \| Не финишировал, но попал в финальную классификацию \| \| Сход \| Не финишировал \| \| НКВ \| Не прошёл квалификацию \| \| НПКВ \| Не прошёл предквалификацию \| \| ДСК \| Дисквалифицирован \| \| ИСК \| Исключён из протокола соревнований \| \| ТТ \| Заявлен для участия только в тренировках \| \| НС \| Участвовал в квалификации, но не стартовал в гонке \| \| Т \| Травмирован или болен \| \| ОТК \| Отказ от участия \| \| НТР \| Прибыл на соревнования, но на трассу не выезжал \| \| НПР \| Был заявлен в числе участников, но не прибыл к началу соревнований \| \| О \| Соревнования отменены \| \| \| Не участвовал \| \| Поул-позиция \| \| \| Быстрый круг \| \| |                                                                    |
| Пример | Описание                                                           |
| 1 | Победитель                                                         |
| 2 | Второе место                                                       |
| 3 | Третье место                                                       |
| 5 | Финишировал, заработав очки                                        |
| Сход | Не финишировал, но при этом заработал очки                         |
| 12 | Финишировал, не получив очков                                      |
| НКЛ | Финишировал, но не попал в финальную классификацию                 |
| 15 | Участвовал вне зачёта, либо по отдельной классификации             |
| 18 | Не финишировал, но попал в финальную классификацию                 |
| Сход | Не финишировал                                                     |
| НКВ | Не прошёл квалификацию                                             |
| НПКВ | Не прошёл предквалификацию                                         |
| ДСК | Дисквалифицирован                                                  |
| ИСК | Исключён из протокола соревнований                                 |
| ТТ | Заявлен для участия только в тренировках                           |
| НС | Участвовал в квалификации, но не стартовал в гонке                 |
| Т | Травмирован или болен                                              |
| ОТК | Отказ от участия                                                   |
| НТР | Прибыл на соревнования, но на трассу не выезжал                    |
| НПР | Был заявлен в числе участников, но не прибыл к началу соревнований |
| О | Соревнования отменены                                              |
| | Не участвовал                                                      |
| Поул-позиция |                                                                    |
| Быстрый круг |                                                                    |

| Сезон | Команда                           | Шасси      | Двигатель | Ш | 1      | 2        | 3       | 4      | 5        | 6        | 7       | 8       | 9        | 10       | 11      | 12       | 13       | 14       | 15     | Место | Очки |
| ----- | --------------------------------- | ---------- | --------- | - | ------ | -------- | ------- | ------ | -------- | -------- | ------- | ------- | -------- | -------- | ------- | -------- | -------- | -------- | ------ | ----- | ---- |
| 1971  | Clarke-Mordaunt-Guthrie Racing    | March 711  | Cosworth  | F | ЮАР    | ИСП      | МОН     | НИД    | ФРА      | ВЕЛ Сход | ГЕР ДСК | АВТ НКЛ | ИТА Сход |          |         |          |          |          |        | -     | 0    |
| 1971  | March                             | March 711  | Cosworth  | F |        |          |         |        |          |          |         |         |          | КАН НКЛ  | США     |          |          |          |        | -     | 0    |
| 1972  | Clarke-Mordaunt-Guthrie Racing    | March 721G | Cosworth  | F | АРГ    | ЮАР      | ИСП НКВ | МОН 13 | БЕЛ Сход | ФРА Сход | ВЕЛ 13  | ГЕР 8   | АВТ Сход | ИТА 10   | КАН НКЛ | США 13   |          |          |        | -     | 0    |
| 1973  | Clarke-Mordaunt-Guthrie-Durlacher | March 721G | Cosworth  | G | АРГ 10 | БРА Сход |         |        |          |          |         |         |          |          |         |          |          |          |        | -     | 0    |
| 1973  | Clarke-Mordaunt-Guthrie-Durlacher | March 731  | Cosworth  | F |        |          | ЮАР НКЛ | ИСП 7  | БЕЛ 11   | МОН Сход | ШВЕ 8   | ФРА     | ВЕЛ 11   | НИД Сход | ГЕР 16  | АВТ Сход | ИТА Сход | КАН Сход | США 10 | -     | 0    |